# Амерсфорт
Амерсфорт (нід. Amersfoort) — місто і муніципалітет в провінції Утрехт, Нідерланди. Станом на листопад 2018 року кількість населення становила 156 163 особи.
Крім безпосередньо міста Амерсфорта до складу муніципалітету входять села Гогланд, Гогландервен та Стаутенбург.

## Історія
Про походження говорить сама назва міста. Слово Амерсфорт складається з двох частин: Amer (стара назва річки, сьогодні — річка Ем) і foort (брід, сучасною нідерландською — voorde). Поселення Амерсфорт уперше згадується в грамоті імператора Священної Римської імперії Конрада II (1028 рік). Але попри зручне географічне розташування (перехрестя водних і сухопутних доріг), протягом тривалого часу Амерсфорт залишався незначним поселенням. Тут навіть не було власної церкви.
Амерсфорт став розвиватися після того, як у XII столітті почалось активне освоєння навколишніх земель. Для координування цих робіт утрехтські єпископи в Амерсфорті заснували адміністративний центр (curtis). Точний час створення цього центру невідомий, але відомо, що він вже існував в 1196 році.
1259 року Амерсфорт отримав міські права.
Наприкінці XIII століття Амерсфорт був обнесений кам'яною міською стіною, яка замінила старі земляні вали (точна дата будови цих валів невідома, імовірно, після отримання міських прав). Ця стіна мала загальну довжину 1550 метрів. Уздовж стіни йшли водяні рови. Ці рови (сьогодні канали Вестсінген, Зойдсенгел, Веверссінгел і Занд) збереглися до наших часів.
У Середні віки основними галузями економіки Амерсфорта були броварні і виготовлення сукна. Але через конкуренцію розташованого поруч Утрехта Амерсфорт не зміг стати важливим містом. Тим не менше, Амерсфорт став місцевим торговим центром, тут двічі на тиждень був ринок (у вівторок і п'ятницю) і декілька разів на рік відбувались ярмарки.
У XVIII столітті відомий тютюновою промисловістю, від назви міста виникло слово «махорка».

## Економіка
У місті розташовані штаб-квартири декількох міжнародних компаній:
- Golden Tulip (Golden Tulip Hospitality Group) — міжнародний готельний оператор,
- Європейський підрозділ Yokogawa[en] — виробник електротехніки і програмного забезпечення,
- Nutreco[en] — виробник продуктів харчування і кормів для тварин,
- Arcadis[en] — консалтинг і інжиніринг,
- DHV — консалтинг і інжиніринг.

## Культура
Як і в кожному значному нідерландському місті, в Амерсфорті працює низка музеїв:
- Будинок-музей Піта Мондріана — місце народження видатного нідерландського художника Піта Мондріана. Тут створено постійну експозицію, зокрема й відтворено паризьку майстерню митця, відбуваються тимчасові виставки та різноманітні заходи, присвячені художнику;
- Будинок-зала Flehite — історична, освітня й тимчасові експозиції в історичному особняку з гарним фасадом. У 2007 році заклад закривався через забруднення азбестом. Відновлений музей відкрили у травні 2009 року.
- Особняк Зоннегоф (Zonnehof) — невелика елегантна модерністська будівля, спроєктована Геррітом Рітвельдом на однойменній площі трохи південніше від центру з тимчасовими виставками переважно сучасного мистецтва.
- Музей Армандо (Armando Museum) — тут у відремонтованому приміщенні церкви демонструють роботи художника Армандо (Armando[en]), який жив в Амерсфорті дитиною, а також влаштовують тимчасові виставки. 22 жовтня 2007 року споруда колишньої церкви значною мірою й чимало витворів мистецтва з експозиції знищила пожежа.
- Музей нідерландської кавалерії.
- Музей кулінарії.
- Виставкова зала КАДЕ (Kunsthal KADE).

У місті працює також заснований 1948 року Зоопарк Амерсфорта.

## Галерея

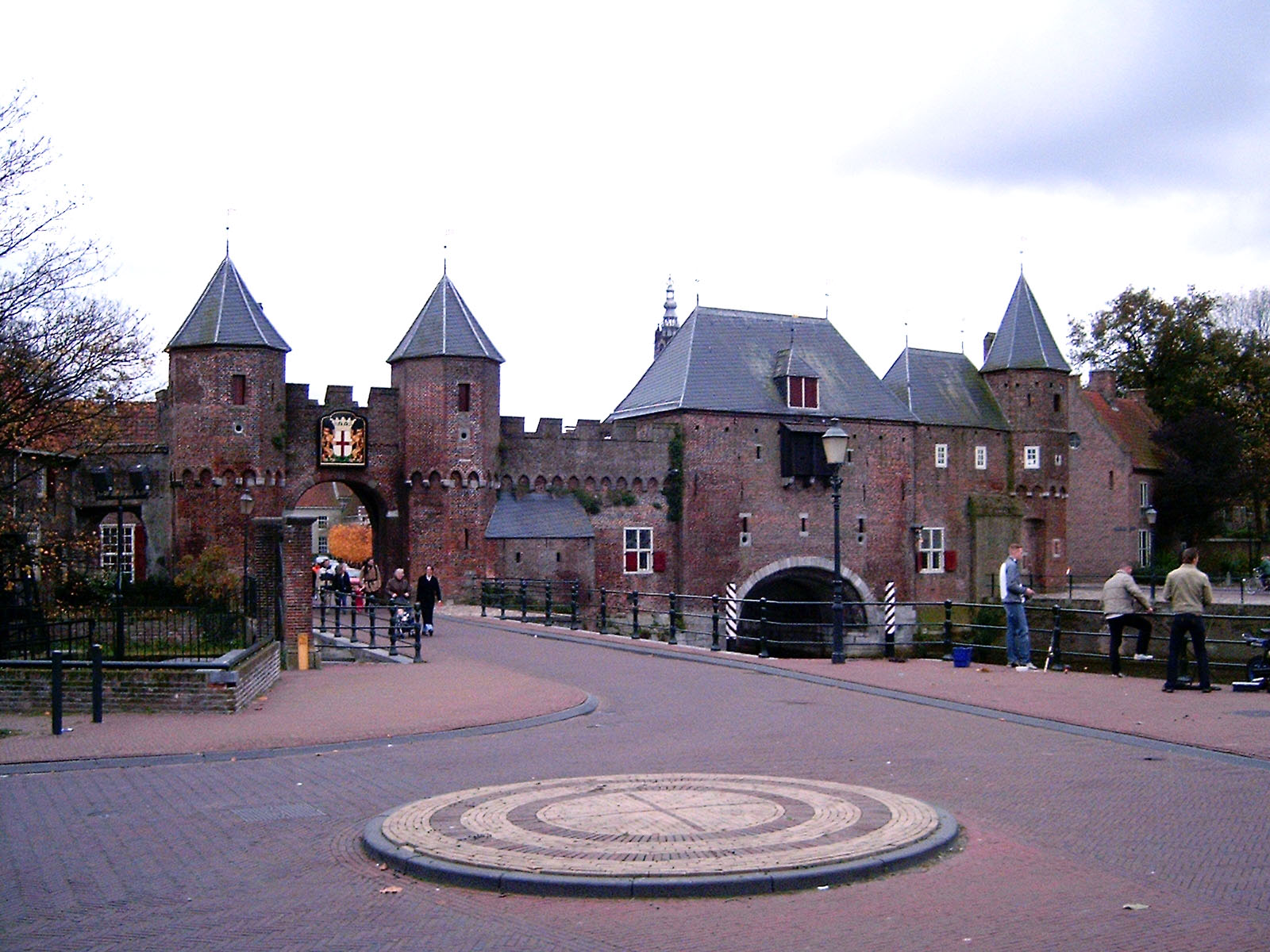
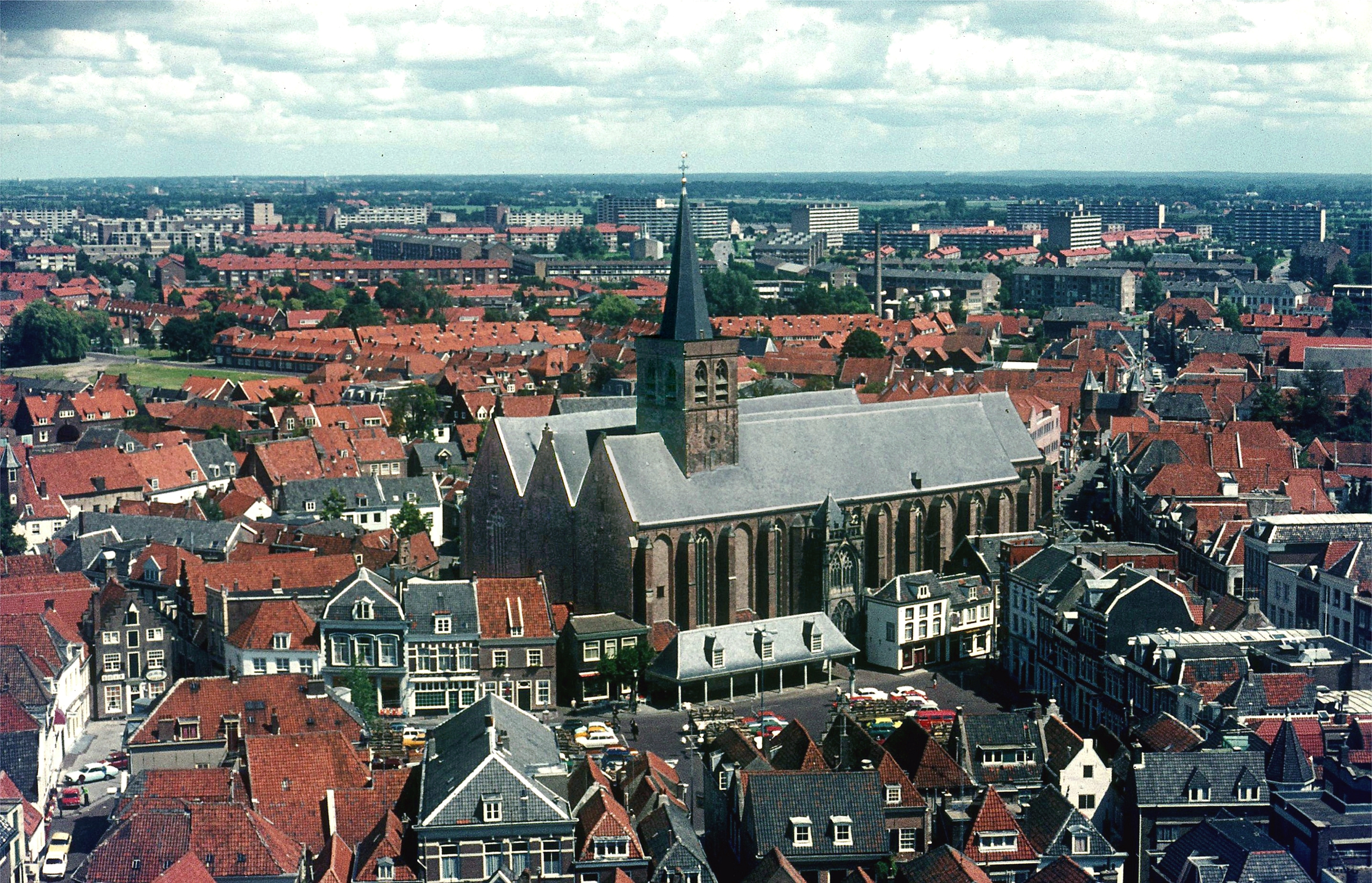
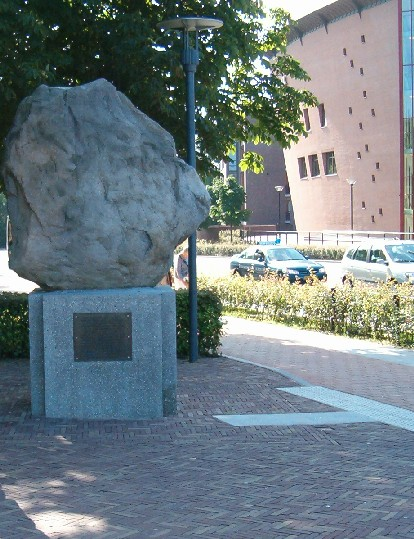